# زهرة الدم النورتييرية
زهرة الدم النورتييرية (الاسم العلمي: Haemanthus nortieri) هي نوع من النباتات تتبع جنس زهرة الدم من فصيلة النرجسية.